# Zokie del planeta Ruby
Zokie del planeta Ruby (en inglés: Zokie of Planet Ruby) es una serie de comedia animada de amigos canadiense-estadounidense producida y propiedad de Nelvana Enterprises con distribución de Amazon. El programa explora la vida de una vloggera llamada Ruby (con la voz de Bahia Watson) que se convierte en la mejor amiga de un extraterrestre llamado Zokie (con la voz de Zach Reino).
La serie se estrenó el 31 de diciembre de 2023 a través de Amazon Prime Video. Se estrenó el 6 de mayo de 2024 por Nickelodeon en Latinoamérica. 

## Trama
Ruby, la peculiar vloguera de 10 años, descubre que su único seguidor de canal de videos es un extraterrestre del planeta Pudge llamado Zokie Sparkleby, y rápidamente se convierten en mejores amigos. Junto con su amigo Earl, una ardilla estafadora, Ruby le enseña a Zokie sobre su visión de la Tierra, mientras Zokie intenta controlar sus poderes impredecibles.

## Personajes

### Principales
- Zokie Sparkleby (expresado por Zach Reino)
- Ruby Studebaker (expresado por Bahia Watson)
- Earl (expresado por Cory Doran)
- Dee Studebaker (expresado por Sabryn Rock)
- Stan Studebaker (expresado por Joshua Graham)
- Abuela Pearl (expresado por Alana Bridgewater)

### Secundarios
- Tweenkle (expresado por Melissa Altro)
- Rey Pootywinkle (expresado por Ryan Beil)
- Konko (expresado por Sharron Matthews)

## Episodios

### Temporada 1 (2023)
| N.º temp. | Título | Estreno en Estados Unidos | Estreno en Latinoamérica y España | Estreno en México                                     | Cód. Prod. |
| --------- | --- | ------------------------- | --------------------------------- | ----------------------------------------------------- | ---------- |
| 1         | «El inicio de los tiempos» «The Beginning Times»                                                             | 31 de diciembre de 2023   | 6 de mayo de 2024                 | 6 de mayo de 2024                                     | 101        |
| 2         | «Más que un sándwich / El enemigo de las palomas» «More Than a Sandwich / Pigeon Enemy #1»                   | 31 de diciembre de 2023   | 6 de mayo de 2024                 | 7 de mayo de 2024 (102A) 8 de mayo de 2024 (102B)     | 102        |
| 3         | «Horneado extremo / El segundo seguidor» «Extreme Bakeover / The 2nd Follower»                               | 31 de diciembre de 2023   | 7 de mayo de 2024                 | 9 de mayo de 2024 (103A) 10 de mayo de 2024 (103B)    | 103        |
| 4         | «Pijamada responsable / El Rayo contraataca» «Responsible Sleepover / The Bolt Strike Back»                  | 31 de diciembre de 2023   | 8 de mayo de 2024                 | 13 de mayo de 2024 (104A) 14 de mayo de 2024 (104B)   | 104        |
| 5         | «Earl emprendedor / En busca de la suerte» «Entrepren-Earl / Lucky Charms»                                   | 31 de diciembre de 2023   | 9 de mayo de 2024                 | 15 de mayo de 2024 (105A) 16 de mayo de 2024 (105B)   | 105        |
| 6         | «El gran nudo» «The Great Tangle»                                                                            | 31 de diciembre de 2023   | 10 de mayo de 2024                | 17 de mayo de 2024                                    | 106        |
| 7         | «Posibilidad tóxica / Farmulador de habas verdes» «Toxic Positivity / Lima Bean Farmulator»                  | 31 de diciembre de 2023   | 13 de mayo de 2024                | 20 de mayo de 2024 (107A) 21 de mayo de 2024 (107B)   | 107        |
| 8         | «Hospedando bichos / Tweenkle es cancelada» «Bedbugs & Breakfast / Tweenkle in Cancelled»                    | 31 de diciembre de 2023   | 14 de mayo de 2024                | 22 de mayo de 2024 (108A) 23 de mayo de 2024 (108B)   | 108        |
| 9         | «Equiperro / Earl Scouts» «Horselord / Earl Scouts»                                                          | 31 de diciembre de 2023   | 15 de mayo de 2024                | 24 de mayo de 2024 (109A) 27 de mayo de 2024 (109B)   | 109        |
| 10        | «Ser mas cool / Sorpresa patrocinada» «Ramp It Up! / Sponsor Surprise»                                       | 31 de diciembre de 2023   | 16 de mayo de 2024                | 28 de mayo de 2024 (110A) 29 de mayo de 2024 (110B)   | 110        |
| 11        | «La odisea de Brox / La masa madre» «A Brox Tale / The Motherloaf»                                           | 31 de diciembre de 2023   | 17 de mayo de 2024                | 30 de mayo de 2024 (111A) 31 de mayo de 2024 (111B)   | 111        |
| 12        | «Sombra total / ¿Quién es tu papi?» «Full Shade / Who's Your Daddy?»                                         | 31 de diciembre de 2023   | 20 de mayo de 2024                | 3 de junio de 2024 (112A) 4 de junio de 2024 (112B)   | 112        |
| 13        | «La dona de la discordia / Broma jurásica» «Dough-Not / Jurassic Prank»                                      | 31 de diciembre de 2023   | 21 de mayo de 2024                | 5 de junio de 2024 (113A) 6 de junio de 2024 (113B)   | 113        |
| 14        | «El closet de la perdición / Encuentros fantasmales» «The Closet of Doom / Ghost Encounters»                 | 31 de diciembre de 2023   | 22 de mayo de 2024                | 7 de junio de 2024 (114A) 10 de junio de 2024 (114B)  | 114        |
| 15        | «El pavodactilo» «Turkeydactyl»                                                                              | 31 de diciembre de 2023   | 23 de mayo de 2024                | 11 de junio de 2024                                   | 115        |
| 16        | «El super traje / ¿Qué pulpo con Pudge?» «Power Suit / What's Kraken on Pudge?»                              | 31 de diciembre de 2023   | 24 de mayo de 2024                | 12 de junio de 2024 (116A) 13 de junio de 2024 (116B) | 116        |
| 17        | «Deus Ex Broxina / Virtualmente real» «Deus Ex Broxina / Virtually Reality»                                  | 31 de diciembre de 2023   | 27 de mayo de 2024                | 14 de junio de 2024 (117A) 17 de junio de 2024 (117B) | 117        |
| 18        | «Raramente satisfactorio / Gatástrofe electoral» «Oddly Satisfying / Mayor Catastrophe»                      | 31 de diciembre de 2023   | 28 de mayo de 2024                | 18 de junio de 2024 (118A) 19 de junio de 2024 (118B) | 118        |
| 19        | «Día del lodo caliente de Pudge / Nueces del amor» «Hot Pudge Sludge Day / Love Nuts»                        | 31 de diciembre de 2023   | 29 de mayo de 2024                | 20 de junio de 2024 (119A) 21 de junio de 2024 (119B) | 119        |
| 20        | «Los muchos amores de Earl / Tweenkle cambia de marca» «Los Muchos Amores de Earl / Tweenkle Rebrands»       | 31 de diciembre de 2023   | 30 de mayo de 2024                | 24 de junio de 2024 (120A) 25 de junio de 2024 (120B) | 120        |
| 21        | «Patrañas navideñas» «Holiday Humbug»                                                                        | 31 de diciembre de 2023   | 31 de mayo de 2024                | 20 de diciembre de 2024                               | 121        |
| 22        | «La deslumbrante Dee / El popiciento» «Dazzling Dee / American Anti-Scooper»                                 | 31 de diciembre de 2023   | 3 de junio de 2024                | 26 de junio de 2024 (122A) 27 de junio de 2024 (122B) | 122        |
| 23        | «Unboxing / Zokie Sparkleby: El tierrícola perfecto» «Unboxing / Zokie Sparkleby: The Most Perfect Earfling» | 31 de diciembre de 2023   | 4 de junio de 2024                | 28 de junio de 2024 (123A) 1 de julio de 2024 (123B)  | 123        |
| 24        | «La RadicalCon» «RadicalCon»                                                                                 | 31 de diciembre de 2023   | 5 de junio de 2024                | 2 de julio de 2024                                    | 124        |
| 25        | «Apaguen la nave / El ladrón de los dientes» «Shut This Ship Down / The Tooth Taker»                         | 31 de diciembre de 2023   | 6 de junio de 2024                | 3 de julio de 2024 (125A) 4 de julio de 2024 (125B)   | 125        |
| 26        | «El fin de los tiempos» «The End Times»                                                                      | 31 de diciembre de 2023   | 7 de junio de 2024                | 5 de julio de 2024                                    | 126        |

## Nota
1. ↑  Debido al cambio de feeds, las fechas para México son diferentes al del resto de Latinoamérica.